# 保罗·特拉帕内塞
保罗·特拉帕内塞（義大利語：Paolo Trapanese，1962年2月7日—），意大利前男子水球运动员。他曾代表意大利国家队参加1988年夏季奥林匹克运动会水球比赛，获得第七名。